# Courtavon
Courtavon es una comuna francesa, situada en el departamento de Alto Rin, en la región  de Alsacia.

## Demografía
| 298 | 301 | 292 | 274 | 290 | 326 |
| Para los censos de 1962 a 1999 la población legal corresponde a la población sin duplicidades (Fuente: INSEE [Consultar]) |     |     |     |     |     |